# Litorale tra Tarquinia e Montalto di Castro
Litorale tra Tarquinia e Montalto di Castro este o arie protejată (arie specială de conservare — SAC, sit de importanță comunitară — SCI) din Italia întinsă pe o suprafață de 200 ha, integral pe uscat.

## Localizare
Centrul sitului Litorale tra Tarquinia e Montalto di Castro este situat la coordonatele 42°18′31″N 11°36′43″E / 42.308611°N 11.611944°E.

## Înființare
Situl Litorale tra Tarquinia e Montalto di Castro a fost declarat sit de importanță comunitară în iunie 1995 pentru a proteja 1 specie de animale. Situl a fost protejat și ca arie specială de conservare în octombrie 2017.

## Biodiversitate
Situată în ecoregiunea mediteraneană, aria protejată conține 9 habitate naturale: Dune de coastă cu Juniperus spp., Dune cu vegetație ierboasă Brachypodietalia cu specii anuale, Dune de pe litoral fixate cu Crucianellion maritimae, Vegetație anuală la limita mareei, Dune împădurite cu Pinus pinea și/sau Pinus pinaster, Dune mobile de-a lungul țărmului cu Ammophila arenaria („dune albe”), Dune cu tufărișuri sclerofile Cisto-Lavenduletalia, Păduri de Quercus ilex și Quercus rotundifolia, Dune mobile cu vegetație embrionară.
La baza desemnării sitului se află o specie protejată de  reptile: țestoasă bănățeană (Testudo hermanni).
Pe lângă speciile protejate, pe teritoriul sitului au mai fost identificate 1 specie de plante, 1 specie de amfibieni, 3 specii de nevertebrate.